# Lothar Köth
Lothar Köth (* 10. März 1927; † 20. Juni 2019) war ein deutscher Ministerialrat und Sparkassendirektor.

## Werdegang
Köth kam zum Ende des Zweiten Weltkriegs in zweijährige russische Kriegsgefangenschaft. Anschließend studierte er Rechtswissenschaft an der Universität des Saarlandes, unterdessen war Köth 1951 Gründungsmitglied der Burschenschaft Germania. Von seinem Posten als leitender Ministerialrat im saarländischen Wirtschaftsministerium wechselte Köth im Oktober 1973 in den Vorstand der Kreissparkasse Saarbrücken, zwischen September 1984 und seinem Ausscheiden in den Ruhestand im Oktober 1991 hatte er die Funktion des stellvertretenden Vorstandsvorsitzenden inne.
1951 trat Köth in die Demokratische Partei Saar (DPS) ein, die mit dem Beitritt des Saarlandes zur Bundesrepublik 1957 zum Landesverband der FDP wurde. 42 Jahre lang engagierte er sich im Landeshauptausschuss der Partei und war zudem 18 Jahre lang Vorsitzender des FDP-Kreisverbands Saarbrücken-Land-Ost. Zeitweise saß er im Gemeinderat seines Heimatortes Quierschied. Im September 2008 wurde Köth gemeinsam mit Heinrich Mann zum Ehrenvorsitzenden des Kreisverbandes Saarbrücken Land ernannt.
Im Januar 1976 wurde ihm der Saarländische Verdienstorden verliehen. Er verstarb im Alter von 92 Jahren.